# Lanfredini

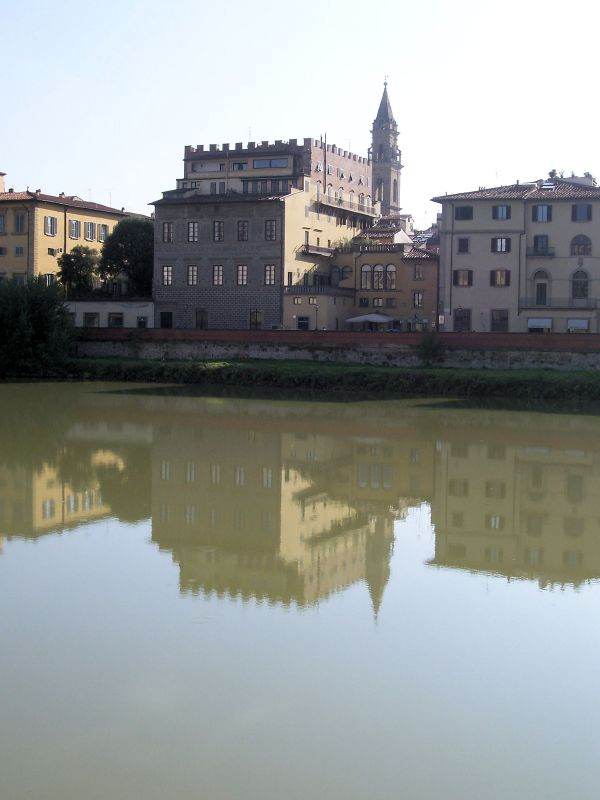
Palazzo Lanfredini sul Lungarno a Firenze

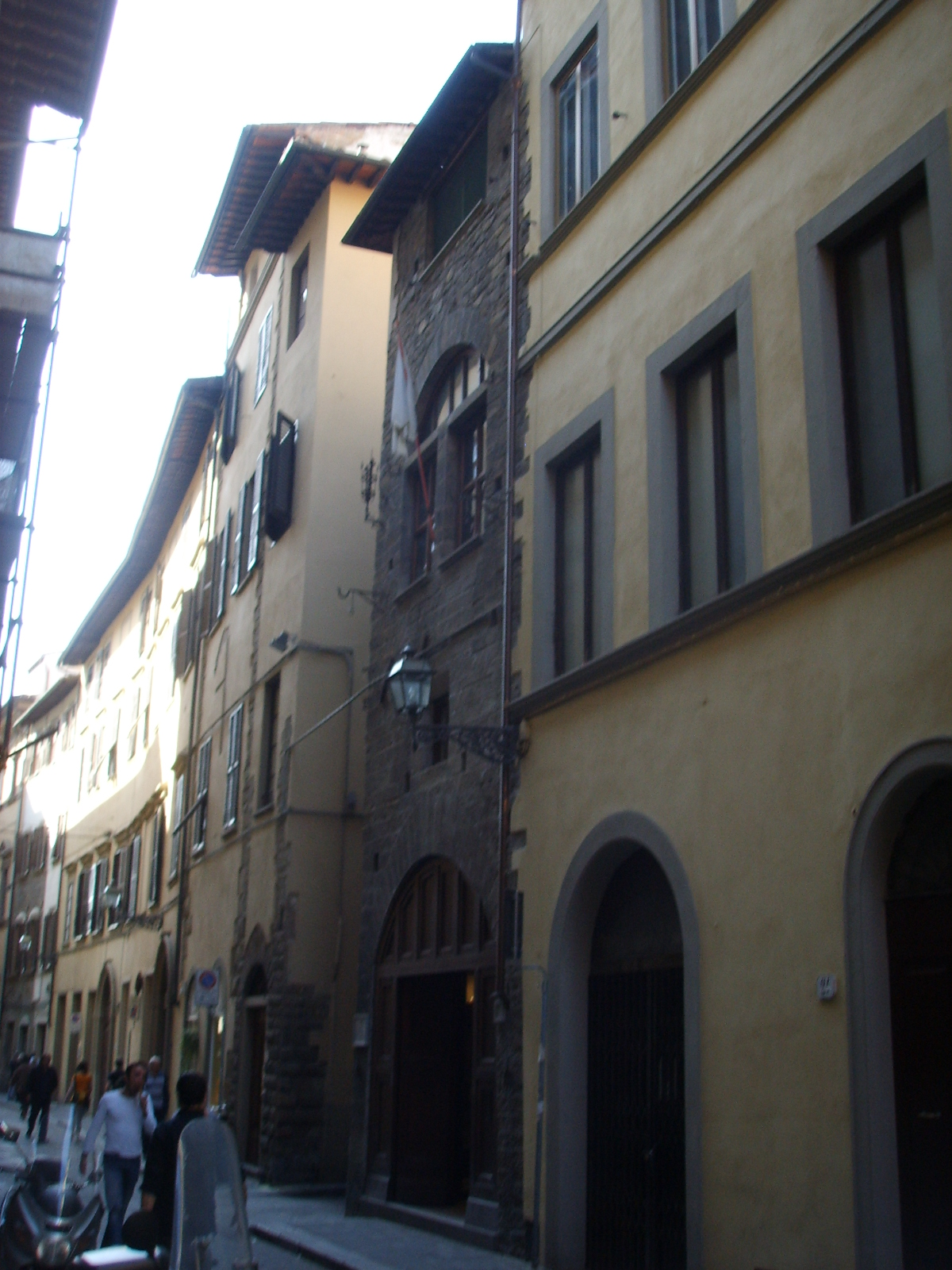
Torre dei Lanfredini

I Lanfredini sono un'antica famiglia di Firenze.

## Storia familiare

### Origini
I Lanfredini sono citati fin dal 1197, agli albori della città comunale, in una carta dell'Archivio delle Riformagioni su un consiglio pubblico tenutosi quell'anno nella chiesa di San Martino al Vescovo. Vi è citato un certo "Bailitus de Ultrarno", che possedeva terre e abitava in Borgo San Jacopo, ritenuto il capostipite familiare. I primi membri vennero sepolti nella chiesa di San Jacopo Soprarno. Un nipote di Bailito, Lanfredino, diede poi il patronimico della famiglia, ricordato già nel 1240. 
Schierati con i guelfi di popolo, ebbero presto cariche pubbliche prestigiose: tra il 1334 e il 1525 contarono diciannove priori e cinque Gonfalonieri di Giustizia. Nel 1334 Gherardo Lanfredini venne eletto priore di Santo Spirito, mostrando come all'epoca la famiglia doveva già essersi trasferita da Borgo San Jacopo a Via Santo Spirito, dove possedevano, anche nelle zone adiacenti, numerose case. Oltre che proprietari terrieri e politici, i Lanfredini esercitavano anche la redditizia arte dei banchieri, affiliandosi inizialmente ai Bardi. Lo stesso Gherardo è ricordato nel 1314 in un'importante ambasceria assieme al "Ghrande Chomandatore" della compagnia presso il Re di Francia, per dirimere un diverbio riguardo ad alcuni prestiti. Nel 1345 i Lanfredini dovettero risentire del crollo dei banchi dei Bardi e dei Peruzzi, tanto che il figlio di Gherardo, Giovanni, mise il suo nome in una petizione promossa da Niccolò Valori per la Signoria, in cui si richiedevano alcune sovvenzioni. Giovanni si era legato a Lisa Tornaquinci, esponente di una delle famiglie più influenti della città, ed ebbe importanti incarichi politici, come ambasciatore, condottiero e sindaco della signoria: nel 1347 divenne il primo gonfaloniere della famiglia. Morto senza eredi, passò la casa-torre al nipote Orsino di Bartolo e ai suoi discendenti.

### Il Quattrocento

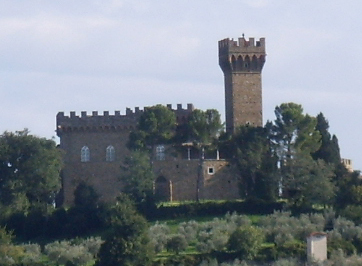
La Torre del Gallo

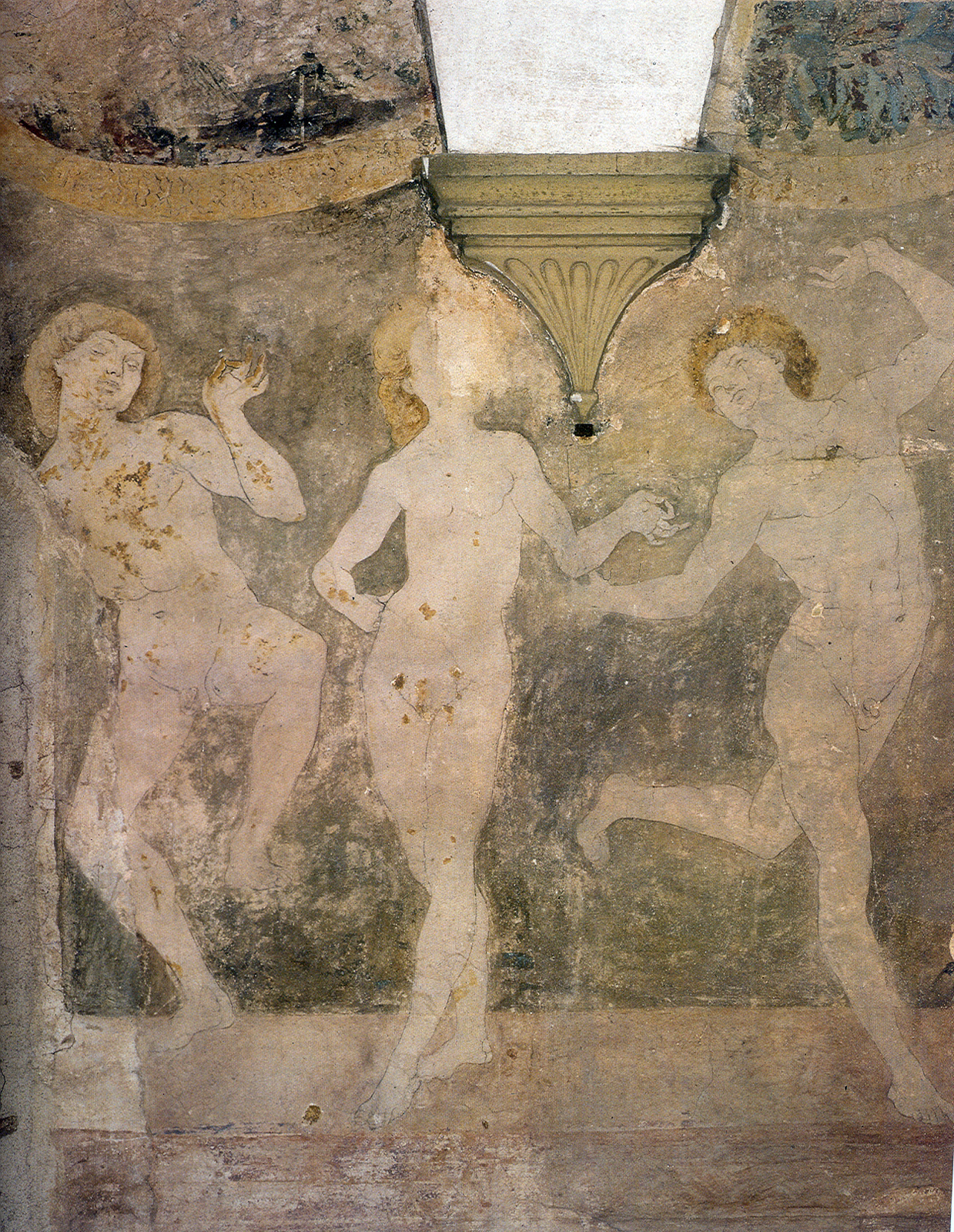
Pollaiolo, Danza di nudi

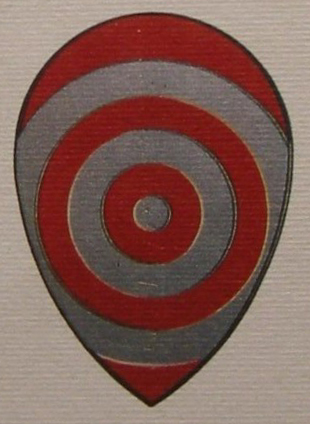
Stemma Lanfredini

Nella prima portata al catasto del 1427 i fratelli Orsino e Giovanni Lanfredini dichiararono di abitare in ambienti adiacenti nel Fondaco di Santo Spirito, nel gonfalone Drago del popolo di San Frediano. Si tratta della casa-torre che ancora oggi esiste in angolo con via de' Geppi. Nella stessa dichiarazione i due fratelli riportarono come usassero le proprie abitazioni anche come deposito di masserizie per la mercatura e come possedessero terre nelle zone di Arcetri, San Biagio a Petriolo e presso la Badia di Passignano, dove ricavavano grano, biada, olio, vino, frutta, ecc. L'imponibile di Orsino soprattutto, che ammontava a ben 3926 fiorini, lo poneva nella fascia sociale medio-alta dell'Oltrarno. 
Orsino sposò Ginevra Capponi ed ebbe Jacopo e Giovanni, entrambi gonfalonieri e più volte ambasciatori per la Signoria. Jacopo in particolare fu così legato alla casa d'Este che il duca Borso concesse alle sue merci privilegi ed esenzioni durante il passaggio per il ducato, verso Venezia e Lendinara. Anche Ercole I ricordava la "benevolentia et amore" con cui si rivolgevano alla "nobilem et honestam Landredinorum Familiam". Grazie a tale amicizia nel 1476 Jacopo venne ufficialmente inviato dalla Repubblica a rappresentarla al battesimo di Alfonso d'Este, figlio naturale del duca Ercole e di Eleonora d'Aragona. Lo stesso Jacopo nel 1480 era tra i dodici inviati a Sisto IV per chiedere l'assoluzione della città dopo l'interdizione proclamata in seguito al fallimento della Congiura dei Pazzi. Sposò Ginevra di Bardo Antinori, abitante in alcune case confinanti con la sua. 
Suo fratello Giovanni invece fu prima direttore della filiale veneziana del Banco mediceo dal 1471 al 1480, poi gonfaloniere nel 1483, e ambasciatore dal 1474 al 1480, a Napoli e a Roma, presso Innocenzo VIII. Morto nelle città pontificia ricevette un solenne funerale nella basilica vaticana venendo sepolto nella sagrestia. 
Già dal 1464 Jacopo e Giovanni avevano acquistato dai Lamberteschi la Villa La Gallina, dove la loro famiglia aveva già alcuni terreni, e la Torre del Gallo (da prima del 1427). La fecero affrescare da Antonio del Pollaiolo con i famosi Nudi danzanti, ma furono probabilmente loro stessi, o i loro immediati discendenti, a nascondere gli affreschi un po' licenziosi in epoca savonaroliana. Fu comunque proprio Giovanni a introdurre il Pollaiolo presso il papa per conto di Lorenzo il Magnifico, come si legge anche in una lettera per mano di Lorenzo, mentre Jacopo, in una lettera databile tra il 1462 e il 1469, raccomandò l'artista agli ufficiali della Cattedrale di Pistoia. In seguito a questa commissione, riguardante due candelabri oggi perduti, sorse una controversia sul prezzo, alla quale fece da paciere lo stesso Jacopo, suggerendo di chiedere l'opinione di Piero de' Medici. 
Bernardo, figlio di Giovanni, figurò nelle file dei "palleschi" (sostenitori dei Medici) nel processo intentato a Savonarola nel 1498. Francesca Lanfredini (1449-1474) fu la seconda moglie di ser Piero da Vinci, che aveva sposato nel 1466, padre del celeberrimo Leonardo. Si ritiene che dalla loro unione non sia nata prole.

### I secoli successivi
Suo cugino Lanfredino commissionò, verso il 1513, la costruzione di un nuovo, moderno palazzo a Baccio d'Agnolo, che sorse a ridosso dell'antica Torre dei Lanfredini, al posto degli "orti" prospicienti l'Arno.  Lanfredino fu priore nel 1496-1497, gonfaloniere nel 1501 e ambasciatore, con altri dodici, mandato a congratularsi con Giovanni de' Medici per la sua elezione al soglio pontificio come Leone X. In quell'occasione il nuovo papa lo nominò cavaliere; tornato a Firenze fu di nuovo gonfaloniere nel 1517 prima di morire l'anno successivo. 
Ormai fedeli alleati dei Medici, Bartolomeo di Lanfredino in una lettera del 1512 di Luigi Guicciardini è citato come in stretto contatto con il cardinale Giovanni e con Giuliano. Nel 1531 fu nel consiglio che istituì il governo ducale e l'anno successivo fu tra i primissimi senatori. Fu inoltre tesoriere di Alessandro de' Medici e di Clemente VII, nonché primo ministro per Cosimo I. 
Nelle tre generazioni successive della famiglia Bartolomeo di Lanfredino fu senatore nel 1570, fuo figlio Bartolomeo fu vescovo di Fiesole nel 1605, suo fratello Jacopo primo ministro di Cosimo II e Jacopo di Lorenzo fu prima vescovo di Osimo e poi cardinale.
Quando nel 1741 morì senza eredi la famiglia si estinse: i beni familiari passarono, attraverso il matrimonio di sua sorella Ottavia, ai Corboli.

## Lo stemma
Lo stemma Lanfredini è d'argento a tre armille rosse. 

## Altre immagini

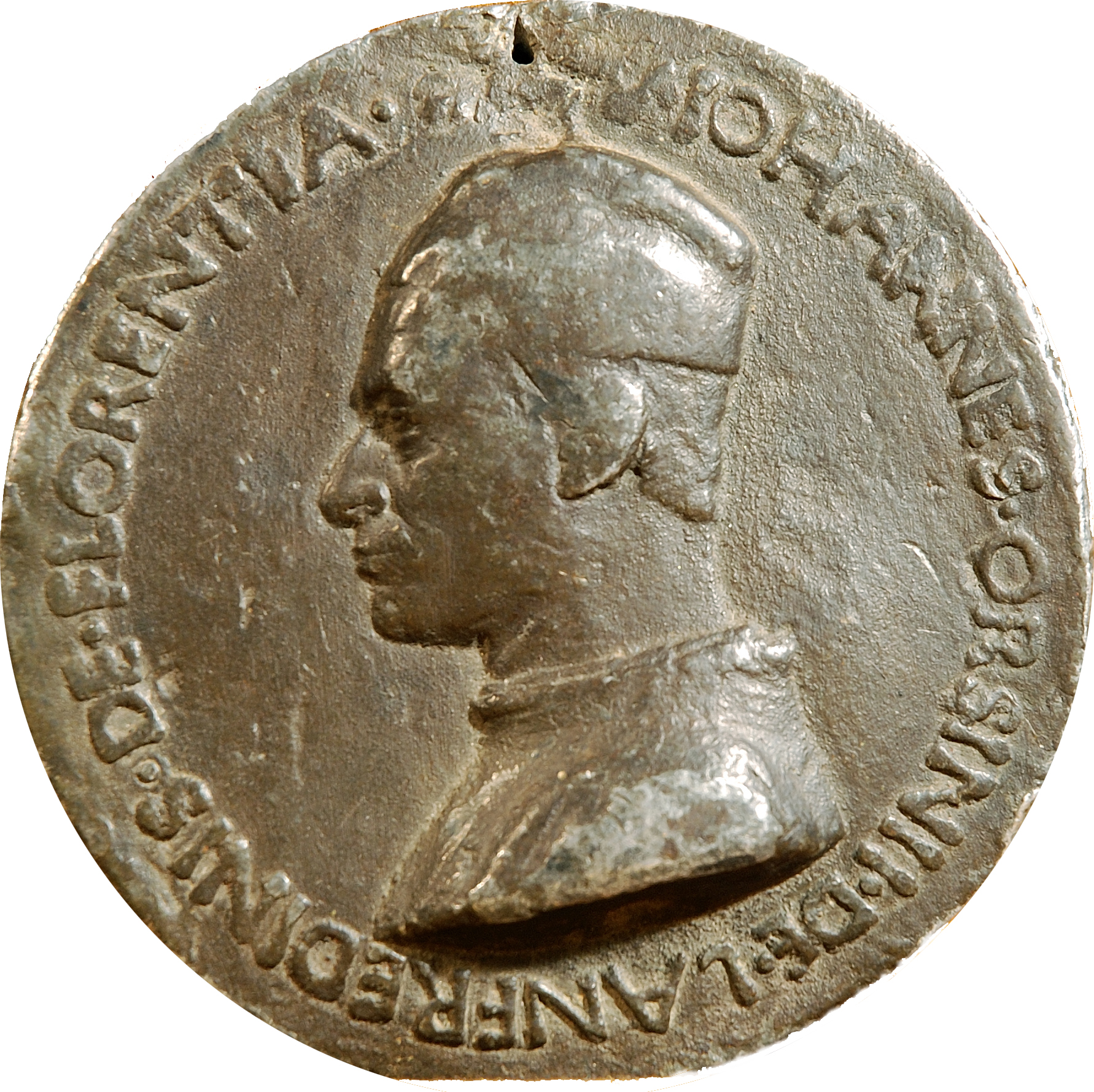
Medaglia di Giovanni Lanfredini (recto)
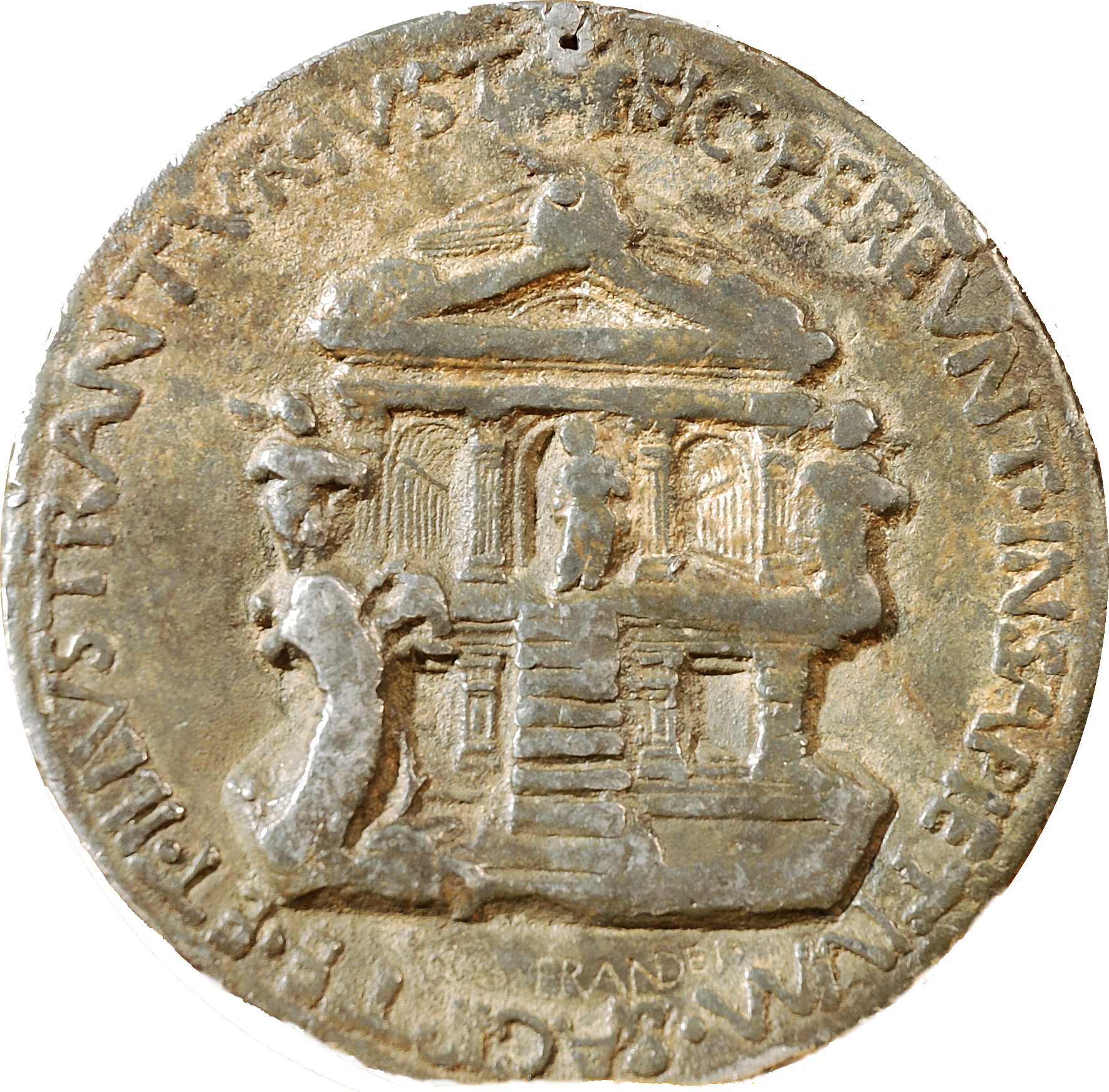
Medaglia di Giovanni Lanfredini (verso)
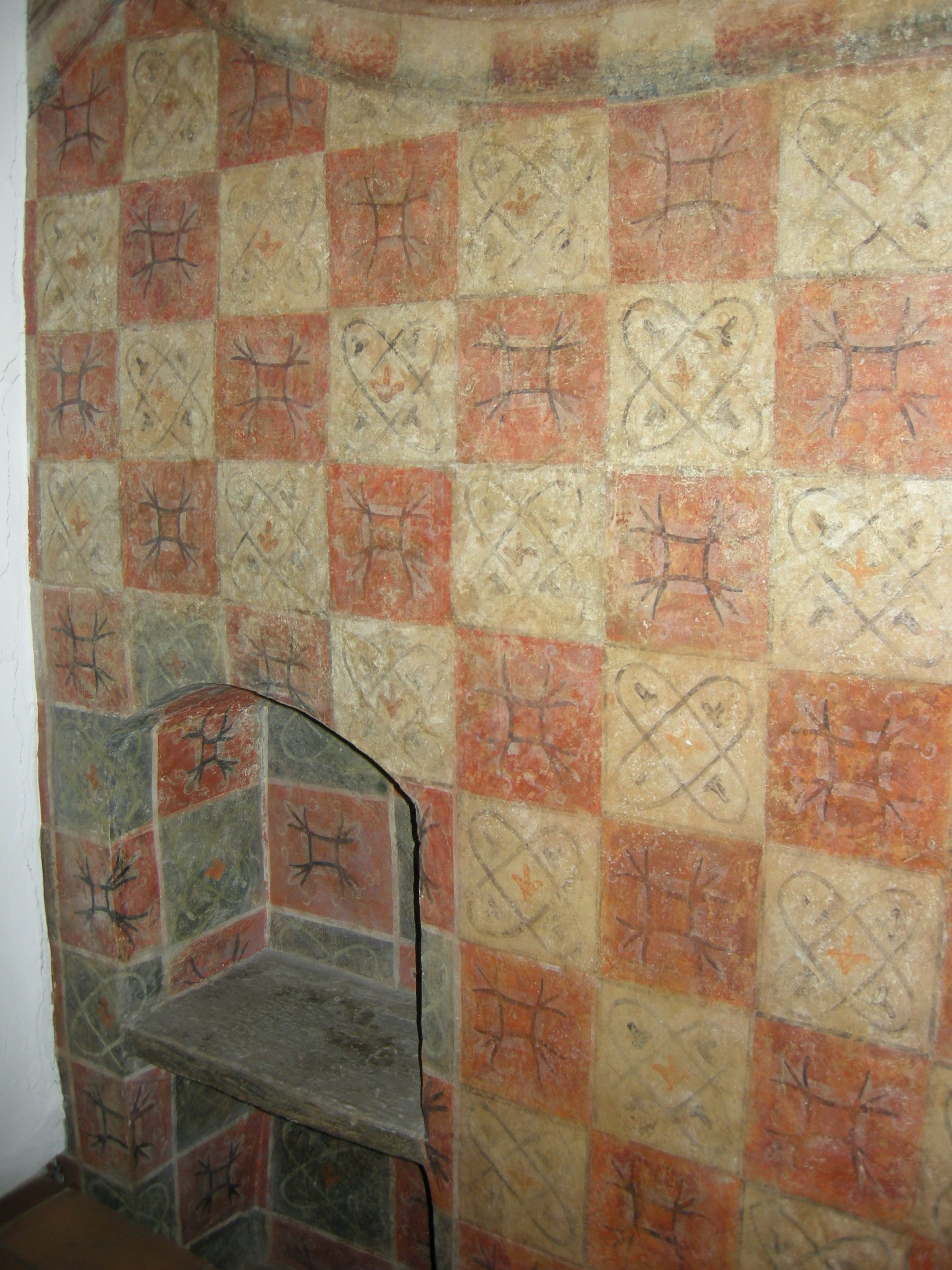
Affreschi trecenteschi nella Torre dei Lanfredini
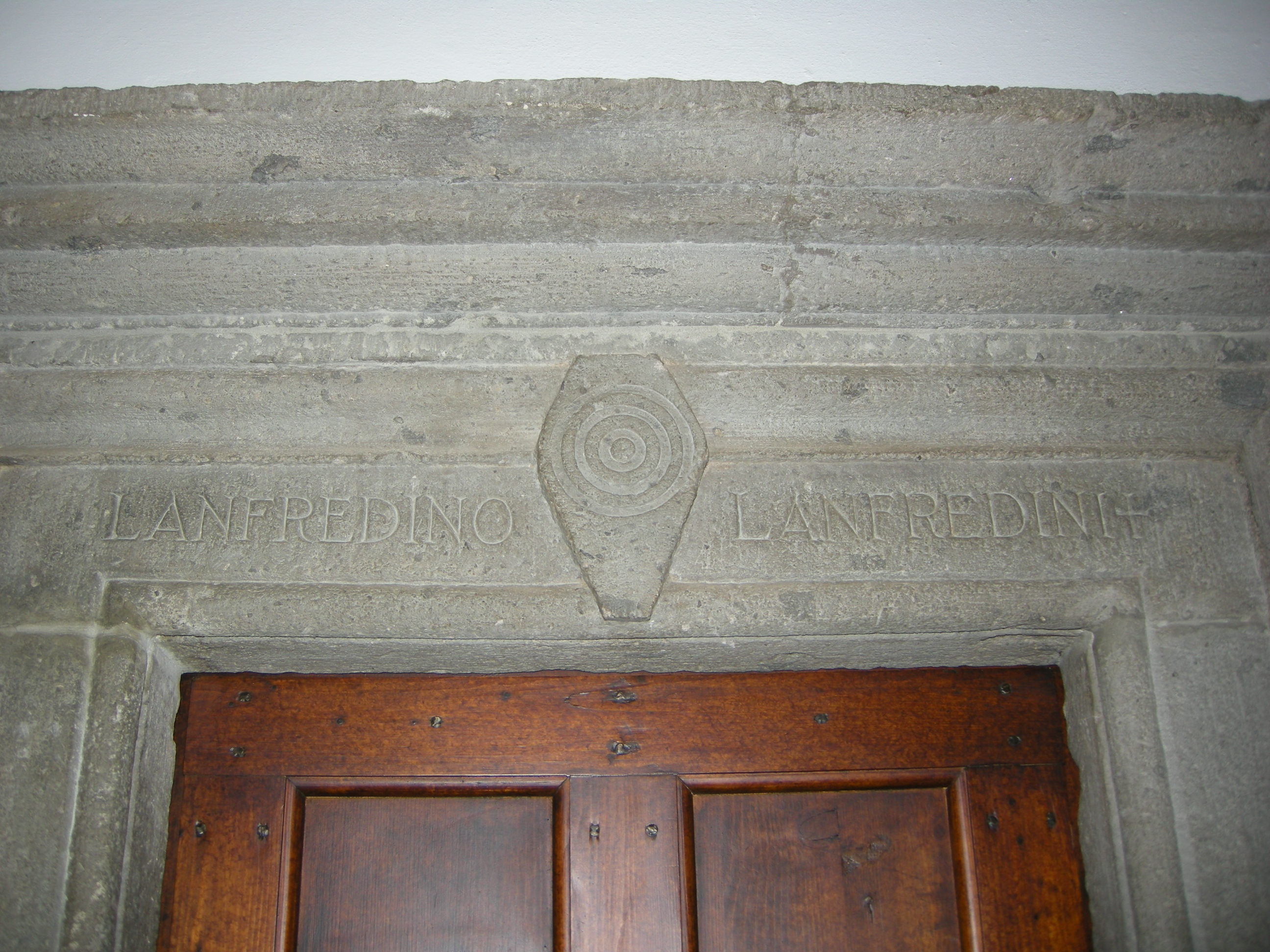
Architrave con nome di Lanfredino Lanfredini e stemma, Torre dei Lanfredini